# 스피드런
스피드런(speedrun)은 비디오 게임을 최단시간으로 클리어하는 기록경쟁을 말한다. 보통 진행률에 상관없이 게임을 가장 빨리 깨는 것(Any%)을 말하나, 스테이지 전체 클리어(100%), 버그를 이용한 클리어 등 스피드런의 종류가 다양하다.

## 완수
스피드런은 다음의 완수 레벨, 즉 어떻게 게임을 완수했는지를 분류한다:
- Any% (fastest completion, 가장 빠른 완수): 가능한 빨리 게임을 완수하는 것을 의미하며 종종 시퀀스 중단이 수반된다.[1]
- 100% (full completion, 전체 완수): 플레이어가 게임의 모든 부분을 완전하게 완수하는 것이다. 모든 주요 아이템이나 업그레이드를 수집하고 모든 비밀 기능을 찾고 중요하다고 간주되는 어떠한 것이든 완수해야 한다. 100% 스피드런의 특정 요구사항은 게임마다 차이가 있다.[2] 슈퍼 메트로이드 등의 일부 게임들은 백분율 카운터가 있으므로 100%에 대한 정의를 쉽게 내릴 수 있다.[3] 다른 게임들은 그렇지 않으며 대신 게임의 커뮤니티가 100%의 정의를 결정한다.[4] Any%와 100%는 스피드러닝의 가장 일반적인 분류이다.[5]
- Low% (minimalist completion, 최소 완수): 가능한 가장 최소한의 주요 아이템 또는 업그레이드를 취득하여 게임을 완수하는 것이다.

## 역사
역사적으로 스피드런은 비디오 게임에 관한 온라인 커뮤니티 구성원들에 의해 수행되는 것이 일반적이다.

### COMPET-N (둠)
1993년 12월, 이드 소프트웨어의 둠의 출시와 함께 플레이어들은 자신들의 플레이 데모 파일을 기록할 수 있게 되었다. 이 기능은 1994년 1월 Christina "Strunoph" Norman이 LMP 명예의 전당 웹사이트에 런칭하면서 최초로 선택되었다.

### 스피드 데모 아카이브
둠의 스피드러닝 커뮤니티의 성공에 힘입어 사람들은 먼저 퀘이크가 1996년 6월 출시되었을 때 플레이 데모를 기록한 다음 심텔의 Quake 파일 구조의 demos/e 디렉터리에서 다른 사람들과 공유하기 시작했다.

### 메트로이드 2002 (메트로이드 시리즈)
1986년 8월 출시된 메트로이드는 빠른 완수 시간에 따른 특별상을 도입한 최초의 게임들 가운데 하나였다.

### TASVideos (툴 어시스티드 스피드런)
1999년 초, 툴 어시스티드 스피드런(tool-assisted speedrun)이라는 용어가 처음 만들어졌다.

### Speedrun.com
아일랜드의 프로그래머 피터 체이스(사용자 이름 "Pac,")는 2014년 3월 speedrun.com을 개설하였다. 이 웹사이트에서 스피드런 사용자들은 비디오 게임을 위한 스피드런 리더보드(leaderboard)를 커스터마이즈하고 자신들의 스피드런 증거물을 제출할 수 있다. 이 웹사이트는 신규 스피드런 사용자를 위한 포럼, 가이드 문서, 리소스도 제공하고 있다. 2019년 12월 기준으로 이 사이트는 250,000명 이상의 등록 사용자, 17,000개 이상의 게임이 존재한다.